# Sanski Most
Sanski Most (en cyrillique : Сански Мост) est une ville et une municipalité de Bosnie-Herzégovine située dans le canton d'Una-Sana et dans la fédération de Bosnie-et-Herzégovine. La ville compte en 2023, 60 307 habitants.

## Géographie

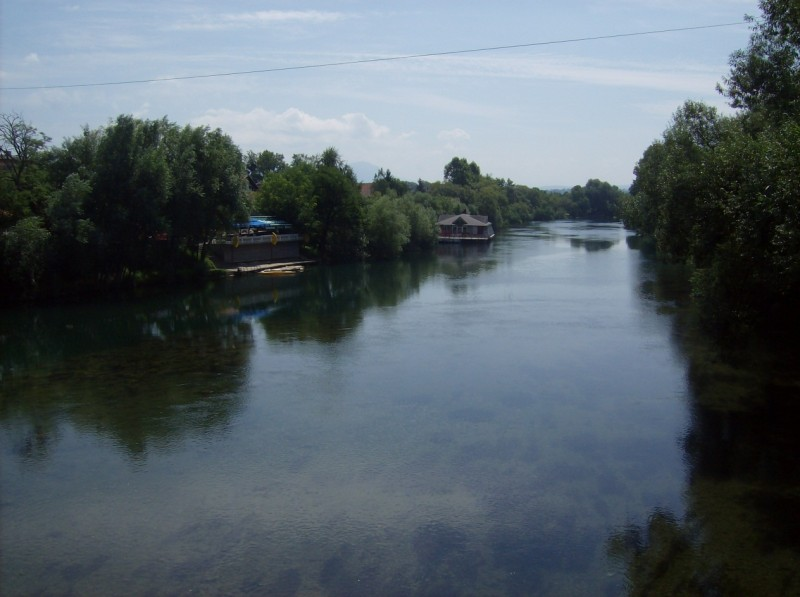
La rivière Sana à Sanski Most.

Sanski Most est une ville au nord-ouest de la Bosnie-Herzégovine, située entre Ključ et Prijedor. La ville se trouve sur les bords de la rivière Sana, mais elle est aussi traversée par les rivières Sanica, Dabar, Bliha, Japra, Zdena, Majdanska rijeka, Sasinka et Kozica, ce qui lui vaut le surnom de « Ville aux neuf rivières » (Grad na devet rijeka).
Au nord de Sanski Most se trouve le mont Grmeč et, à l'est, les monts Mulež et Behramaginica.

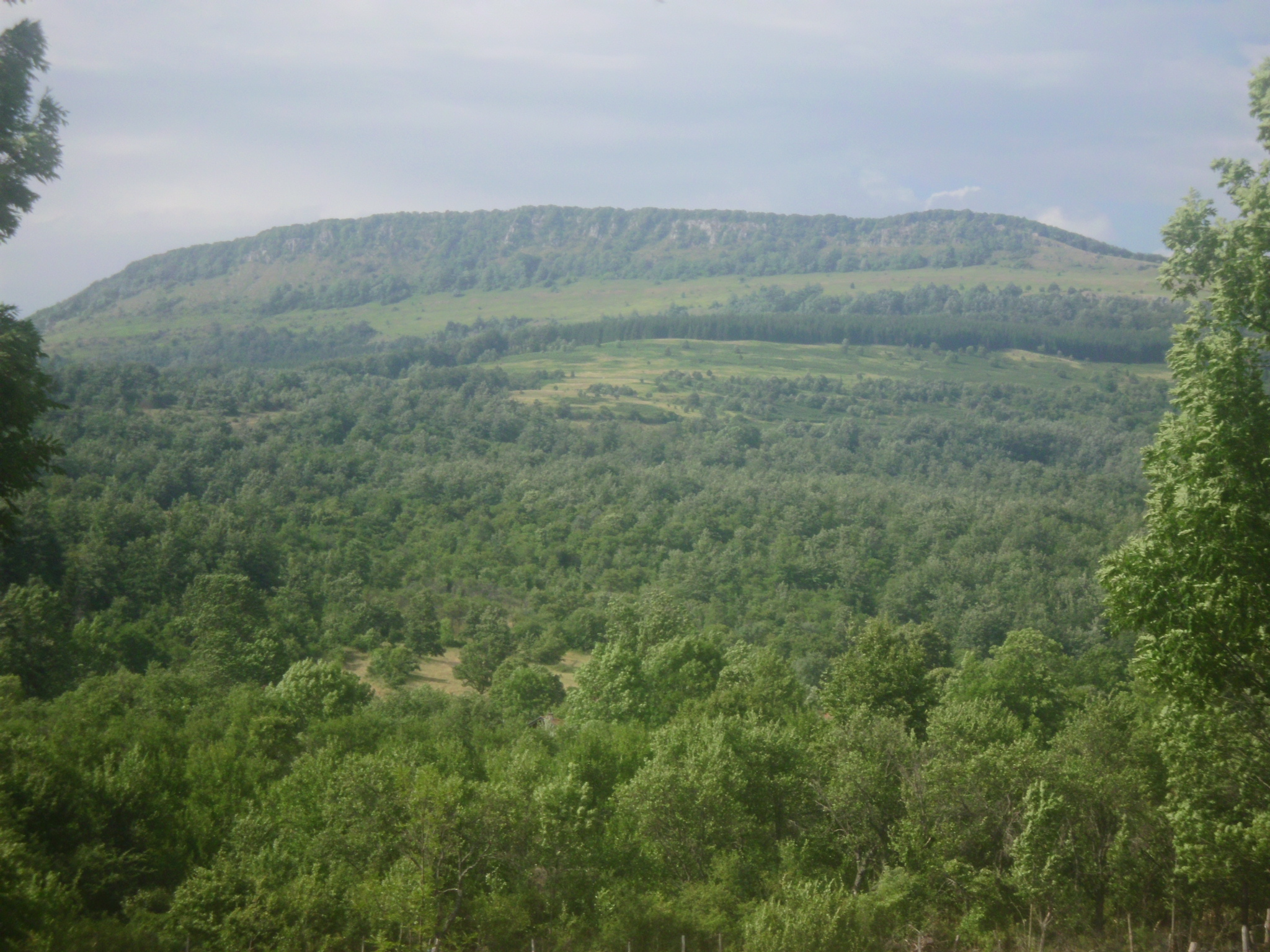
Vue du mont Grmeč, près de Sanski Most.

## Climat
Sanski Most jouit d'un climat tempéré chaud, avec une température moyenne annuelle de 11,4 °C ; juillet est le mois le plus chaud de l'année, avec une moyenne de 21,1 °C. Le mois le plus froid est janvier avec une moyenne de 1,1 °C. La moyenne des précipitations annuelles est de 998 mm/m2, avec les précipitations mensuelles les plus faibles en mars et les plus élevées en novembre.
| Mois                                 | Janv | Fév  | Mars | Avr  | Mai  | Juin | Juil | Août | Sept | Oct  | Nov  | Déc  | Année |
| ------------------------------------ | ---- | ---- | ---- | ---- | ---- | ---- | ---- | ---- | ---- | ---- | ---- | ---- | ----- |
| Températures maximales moyennes (°C) | 4,7  | 7,0  | 12,0 | 16,5 | 21,3 | 25,1 | 27,6 | 27,4 | 23,6 | 17,2 | 10,5 | 6,2  |       |
| Températures moyennes (°C)           | 1,1  | 2,7  | 6,9  | 11,1 | 15,6 | 19,2 | 21,1 | 20,8 | 17,2 | 12,1 | 6,7  | 2,9  | 11,4  |
| Températures minimales moyennes (°C) | -2,5 | -1,6 | 1,8  | 5,8  | 9,9  | 13,3 | 14,7 | 14,2 | 10,9 | 7,0  | 3,0  | -0,4 |       |
| Précipitations moyennes (mm)         | 71   | 70   | 66   | 81   | 86   | 97   | 74   | 76   | 77   | 88   | 110  | 102  | 998   |

## Histoire

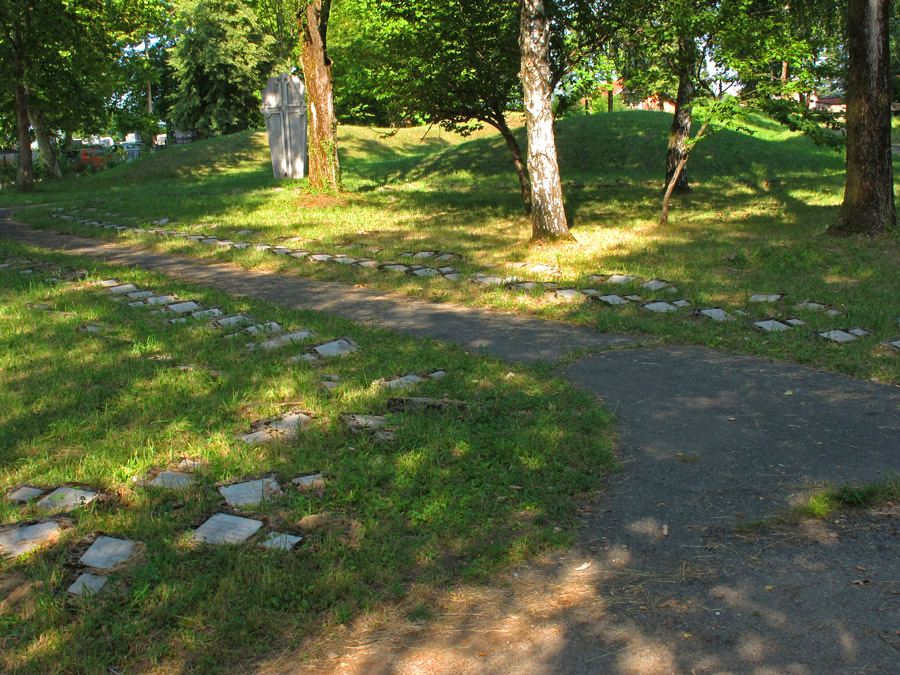
L'ensemble commémoratif de Šušnjar

Sur le territoire du village de Kruhari se trouve l'ensemble commémoratif de Šušnjar, construit dans les années 1970 et qui rappelle le massacre de 27 civils serbes et Juifs le 8 mai 1941 ; le mémorial est inscrit sur la liste des monuments nationaux de Bosnie-Herzégovine.
Pendant la guerre de Bosnie-Herzégovine, Sanski Most est prise par les forces bosno-serbes de la république serbe de Bosnie (Republika Srpska) et elle reste sous leur contrôle de 1992 à 1995. Le 31 mai 1992, l'armée de la république serbe de Bosnie commis un massacre de 19 civils Bosniaques sur le pont Vrhpolje dans la municipalité de Sanski Most. 16 civils Bosniaques furent battus sur le pont par les serbes de Bosnie tandis que 4 avaient déjà été tués sur le chemin vers le pont. Les forces serbes ordonnèrent, durant cet incident, aux civils Bosniaques de se dénuder et de sauter du pont. Les serbes jouèrent ensuite à un jeu où il fallait tirer sur les civils pendant qu'ils tombaient. Un seul survivant ressortit de ce massacre, Rajif Begić, lequel témoigna plus tard à l'encontre de Ratko Mladić. Conformément aux procès de la Cour pénale internationale, Ratko Mladić est coupable du meurtre de nombreux civils Bosniaques dans une tentative délibérée de nettoyer ethniquement la région afin de créer une zone habitée uniquement par les serbes de Bosnie. D'après les témoignages récoltés, la VRS tua environ 70 civils Bosniaques ce jour pour soi-disant se venger du meurtre de 7 soldats serbes.
Ainsi, de nombreux habitants non serbes prennent alors la fuite ou sont expulsés de la ville. En octobre 1995, peu avant la fin de la guerre, la ville est reprise par l'Armée de la république de Bosnie et d'Herzégovine, ce qui provoque un exode massif des populations serbes.
En 2004, Oštra Luka est détachée de Sanski Most pour former une nouvelle municipalité intégrée à la République serbe de Bosnie.

## Localités

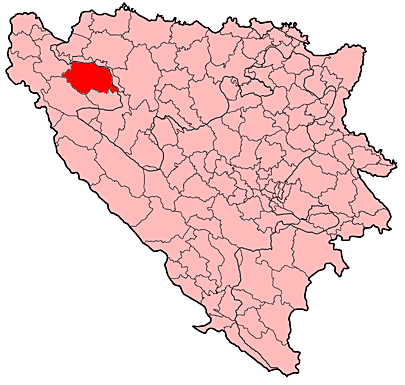
Localisation de la municipalité de Sanski Most en Bosnie-Herzégovine

La municipalité de Sanski Most compte 67 localités :
| - Batkovci - Bjeline - Bojište - Bosanski Milanovac - Bošnjaci - Brdari - Čaplje - Demiševci - Djedovača - Donja Kozica - Donja Tramošnja - Donji Dabar - Donji Kamengrad - Donji Lipnik | - Dževar - Đurići - Fajtovci - Glavice - Gorice - Gornja Kozica - Gornja Tramošnja - Gornji Dabar - Gornji Kamengrad - Gornji Lipnik - Grdanovci - Hadrovci - Hrustovo - Husimovci | - Ilidža - Jelašinovci - Kijevo - Kljevci - Koprivna - Kozin - Krkojevci - Kruhari - Lukavice - Lušci Palanka - Lužani - Majkić Japra Donja - Majkić Japra Gornja - Miljevci | - Modra - Mrkalji - Naprelje - Okreč - Otiš - Podbriježje - Podlug - Podovi - Podvidača - Poljak - Praštali - Sanski Most - Sasina - Skucani Vakuf | - Slatina - Stara Rijeka - Stari Majdan - Suhača - Šehovci - Škrljevita - Tomina - Trnova - Usorci - Vrhpolje - Zenkovići |

## Démographie

### Villeintra muros

#### Évolution historique de la population dans la villeintra muros
| 1948 | 1953 | 1961  | 1971  | 1981   | 1991   | 2013   |
| ---- | ---- | ----- | ----- | ------ | ------ | ------ |
| -    | -    | 5 096 | 8 682 | 14 027 | 17 144 | 19 745 |

|  |

### Municipalité

#### Évolution historique de la population dans la municipalité
| 1961   | 1971   | 1981   | 1991   | 2013   |
| ------ | ------ | ------ | ------ | ------ |
| 58 488 | 62 102 | 62 467 | 60 307 | 47 359 |

#### Répartition de la population par nationalités dans la municipalité (1991)
En 1991, sur un total de 60 307 habitants, la population se répartissait de la manière suivante :

## Politique
À la suite des élections locales de 2012, les 31 sièges de l'assemblée municipale se répartissaient de la manière suivante :
| Parti                                                               | Sièges |
| ------------------------------------------------------------------- | ------ |
| Parti d'action démocratique (SDA)                                   | 14     |
| Parti social-démocrate (SDP)                                        | 7      |
| Alliance pour un meilleur avenir de la Bosnie-Herzégovine (SBB BiH) | 6      |
| Parti pour la Bosnie-Herzégovine (SBiH)                             | 3      |
| Alliance des sociaux-démocrates indépendants (SNSD)                 | 1      |

Mustafa Avdagić, membre du Parti d'action démocratique (SDA), a été élu maire de la municipalité.

## Sport
La ville dispose d'un club de basket-ball en fauteuil roulant, nommé KIK Sana Sanski Most (ou KIK UNA Sana Bihac), qui dispute la Coupe d'Europe et évolue actuellement en Euroleague 3 (la troisième division). L'équipe est classée 65e au classement européen 2014 des clubs par l'IWBF.

## Tourisme

### Nature

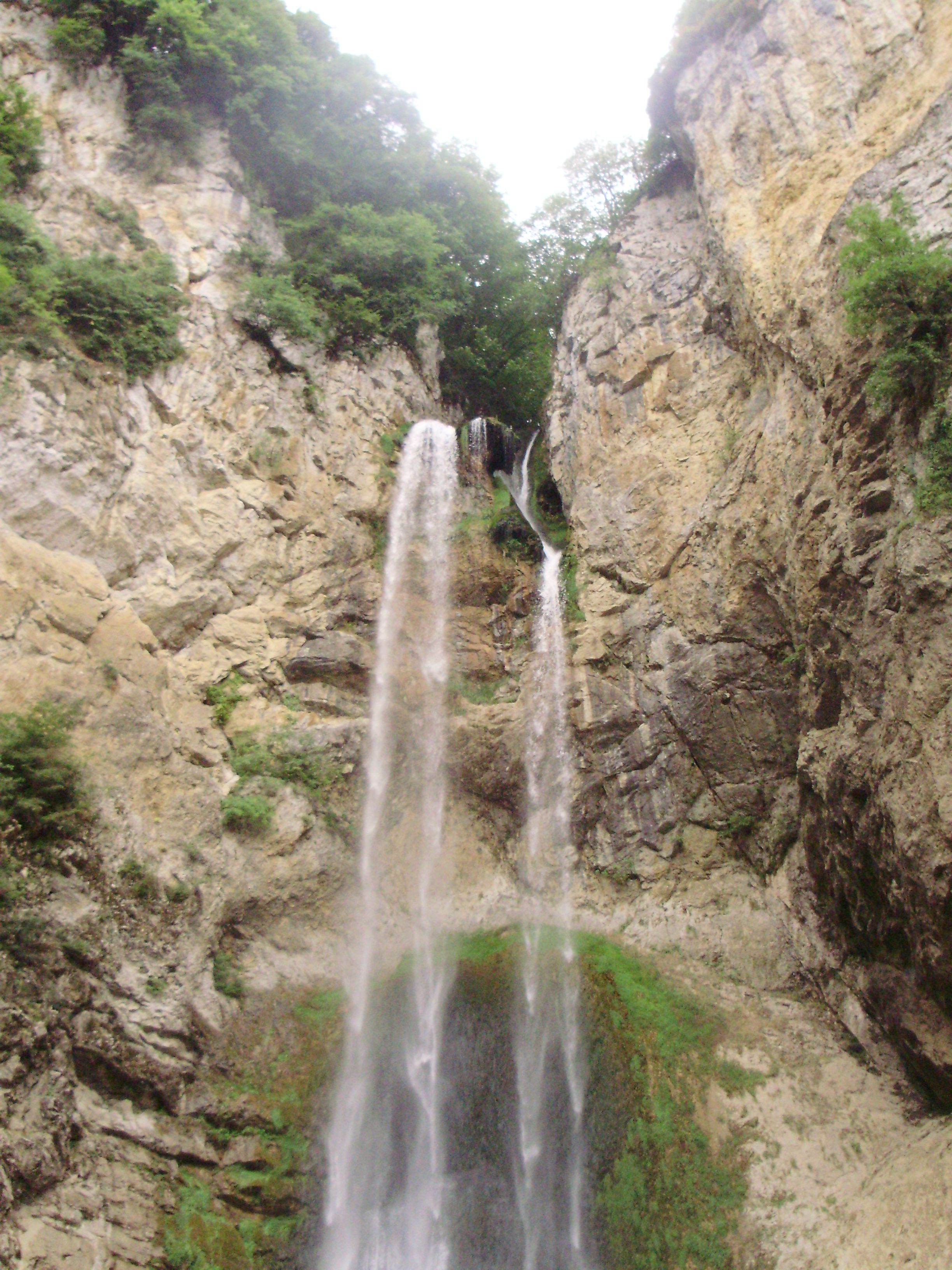
La chute d'eau de la rivière Bliha

Sur le territoire du village de Fajtovci se trouve la chute d'eau de la rivière Bliha ; depuis 1965, cette cascade figure sur la liste des monuments naturels géo-morphologiques de la Bosnie-Herzégovine,.
Sur le territoire de Donji Dabar se trouvent la source de la rivière Dabar et la grotte de Dabar, qui sont également inscrites sur la liste des monuments naturels géo-morphologiques du pays.

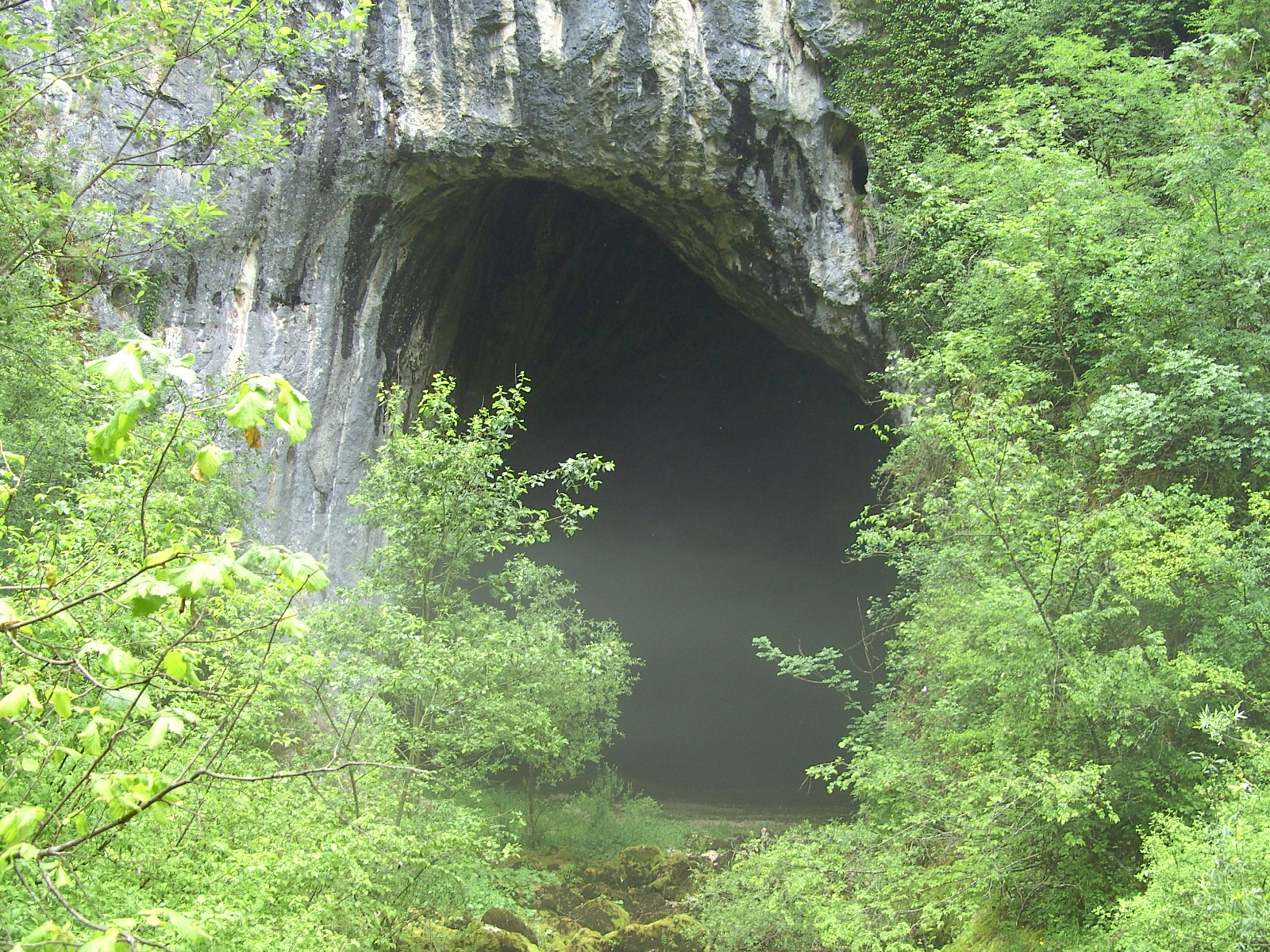
La grotte de Dabar

### Monuments culturels
La mosquée de Hamza-bey, construite en 1557, est inscrite sur la liste supplémentaire des monuments nationaux de Bosnie-Herzégovine.

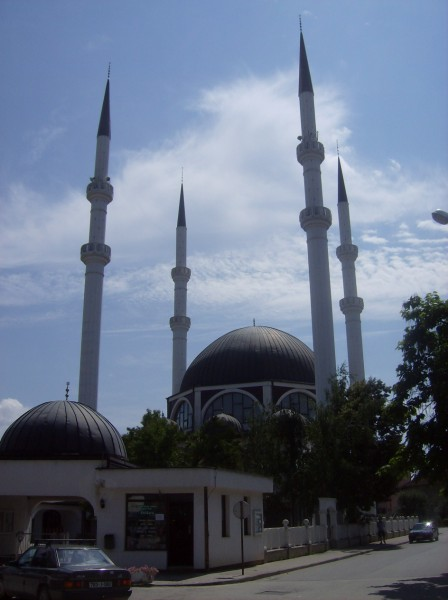
La mosquée de Hamza-bey

## Personnalités
- Abdulah Šarčević (né en 1929), philosophe
- Kemal Malovčić (né en 1946), chanteur de turbo-folk
- Rasema Handanović (née en 1972)
- Vukašin Brajić (né 1984), musicien pop-rock
- Sanjin Halimović, personnalité politique
- Milan Vukić, grand maître d'échecs
- Anna Ibrisagic, personnalité politique suédoise
- Enver Redžić, historien
- Kemal Malovčić, chanteur